# ماتیا دی وینچنزو
ماتیا دی وینچنزو (انگلیسی: Mattia Di Vincenzo؛ زادهٔ ۱۰ ژوئن ۱۹۹۲) بازیکن فوتبال اهل ایتالیا است.
از باشگاه‌هایی که در آن بازی کرده‌است می‌توان به باشگاه فوتبال روبور سیه‌نا اشاره کرد.